# Wilhelm-Pieck-Platz 7 (Werderthau)

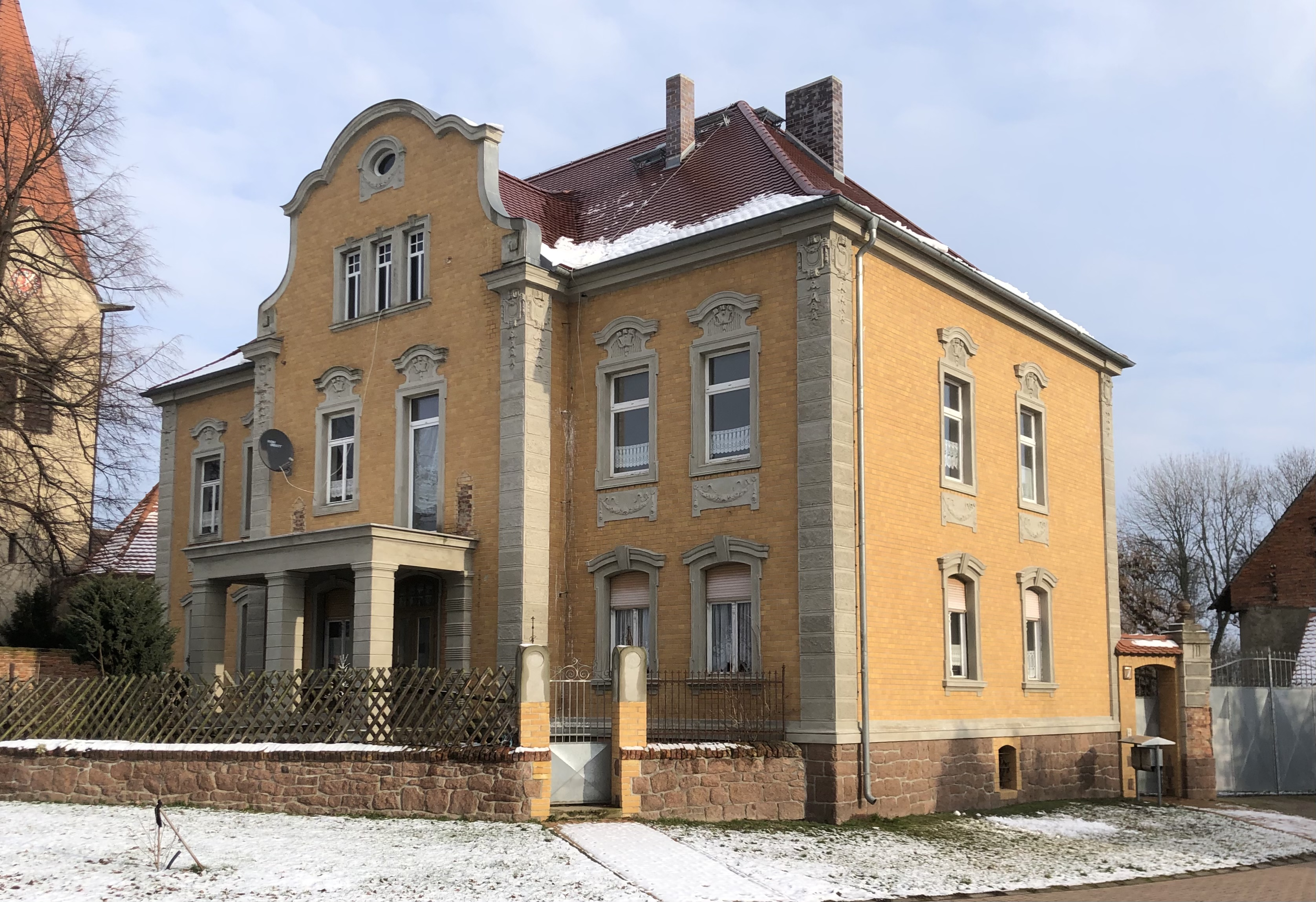
Wohnhaus Wilhelm-Pieck-Platz 7, Januar 2021

Das Gebäude Wilhelm-Pieck-Platz 7 ist ein denkmalgeschütztes Wohnhaus im zur Gemeinde Petersberg in Sachsen-Anhalt gehörenden Dorf Werderthau.
Es befindet sich an zentraler Stelle auf der Ostseite des Wilhelm-Pieck-Platzes im als Denkmalbereich ausgewiesenen Ortszentrum von Werderthau. Nördlich steht die Dorfkirche Werderthau.
Das repräsentativ gestaltete zweigeschossige Wohnhaus wurde im Jahr 1908 im Jugendstil errichtet. Die sechsachsige Fassade wird von einem zweiachsigen Mittelrisalit geprägt, der von einem geschweiften Giebel bekrönt wird.
Im örtlichen Denkmalverzeichnis ist das Wohnhaus unter der Nummer 094 55289 als Baudenkmal eingetragen.